# دييغو سانتوس
دييغو سانتوس (بالبرتغالية: Paulo Diego Messias dos Santos‏) (9 أغسطس 1987 بريو دي جانيرو في البرازيل - ) هو لاعب كرة قدم برازيلي في مركز الهجوم. لعب مع بي إس إم إس ميدان ونادي سيمين بادانغ وPersiba Balikpapan ‏.

## وصلات خارجية
- دييغو سانتوس على موقع قاعدة بيانات كرة القدم.إي يو (الإنجليزية)
- دييغو سانتوس على موقع Soccerway.com (الإنجليزية)